# Ma voie
Pour les articles homonymes, voir Voie.
Singles
1. Jealous Guy
Sortie : 11 avril 2012
2. Je Crois
Sortie : 6 juillet 2012
3. Apprends-Moi
Sortie : 26 octobre 2012
4. Love Kills
Sortie : 18 mars 2013

Ma voie est le premier album de Roberto Bellarosa, sorti le 21 septembre 2012 en Belgique.

## Historique
Quentin Mosimann, le coach du chanteur belge durant The Voice Belgique, s'implique pour la réalisation de cet album. Il amène à Roberto Bellarosa certains de ces collaborateurs et propose au jeune chanteur d'écrire et de composer un titre. Dans Voyou, Roberto parle d'une fille pour laquelle il éprouvait certains sentiments tout en se sentant trop jeune pour une relation sérieuse et préférant alors « s'amuser ». Le single Je Crois fait l’objet d'un clip.
Ma voie comprend trois reprises : Le coup de soleil de Richard Cocciante, une adaptation de Il regalo piu' grande de Tiziano Ferro et Jealous Guy de John Lennon avec laquelle il remporte la finale du télé-crochet.
Une première tournée en solo en Belgique francophone suit la sortie de Ma voie. Le producteur du chanteur belge entoure celui-ci des musiciens de Tina Arena accompagnés par une partie du groupe de l'émission de la RTBF. Roberto Bellarosa y joue du piano et interprète certains titres en duo. La tournée débute à Binche le 11 octobre 2012 et s'achève le 28 février 2013 au Théâtre de Namur.
Une réédition de l'album paraît le 22 avril 2013 augmentée du titre représentant la Belgique au Concours Eurovision de la chanson 2013, Love Kills, ainsi qu'un deuxième titre soumis aux votes belges pour représenter la nation au concours, Be Heroes,.

## Liste des titres
| 1.    | Je Crois                                         | Quentin Mosimann, Thierry Leteurtre, Maud Brooke | 2:59 |
| 2.    | Mon âge                                          | Mosimann, Tiery F, Brooke                        | 3:01 |
| 3.    | L'enfance                                        | Cristal G., Mosimann                             | 3:21 |
| 4.    | Reste toi                                        | Jérémy Chapron                                   | 3:18 |
| 5.    | Voyou                                            | Mosimann, Brooke, Roberto Bellarosa              | 3:28 |
| 6.    | Sans toi                                         | Mosimann, Tiery F, Brooke                        | 3:13 |
| 7.    | Apprends-moi                                     | Han Kooreneef, Christal G                        | 3:43 |
| 8.    | Un homme                                         | Cristal G., Mosimann                             | 2:59 |
| 9.    | Le coup de soleil                                | Jean-Paul Dréau                                  | 4:11 |
| 10.   | Le plus beau des cadeaux (Il regalo piu' grande) | Tiziano Ferro, Bérengère Dubois                  | 3:51 |
| 11.   | Jealous Guy                                      | John Lennon                                      | 2:51 |
| 12.   | Love Kills (édition deluxe)                      | Jukka Immonen, Iain Farquharson                  | 3:00 |
| 13.   | Be Heroes (édition deluxe)                       | Stephen Rudden, Lawrence Bridge                  | 3:07 |
| 36:34 |                                                  |                                                  |      |

## Distribution
| Pays     | Date              | Label             | Format | Catalogue     |
| -------- | ----------------- | ----------------- | ------ | ------------- |
| Belgique | 21 septembre 2012 | Sony Music, 8BALL | CD     | 0887654036025 |

## Classements
| Pays          | Meilleure position | Certification | Vente |
| ------------- | ------------------ | ------------- | ----- |
| Belgique (Fr) | 11                 | —             | —     |